# Afghanistan op de Olympische Zomerspelen 1936
Afghanistan debuteerde op de Olympische Spelen tijdens de Olympische Zomerspelen 1936 in Berlijn.
Afghanistan nam deel met twee atleten en het hockeyteam. Het won deze editie geen medaille.

## Deelnemers en resultaten
(m) = mannen, (v) = vrouwen 

### Atletiek
| Olympiër           | Discipline      | Resultaat    | Prestatie                |
| ------------------ | --------------- | ------------ | ------------------------ |
| Mohd Mohammad Khan | 100 m (m)       | series       | serie 3: (6e en laatste) |
| Mohd Mohammad Khan | verspringen (m) | kwalificatie | kwalificatie: 7,15 m     |
| Abdul Rahim        | kogelstoten (m) | kwalificatie | kwalificatie: 14,50 m    |

Volgens het officiële olympische rapport was een van beide atleten ook een lid van het hockeyteam, maar het is onduidelijk wie dat was.

### Hockey
| Olympiër | Discipline | Resultaat  | Prestatie               |
| --- | ---------- | ---------- | ----------------------- |
| Jammal-ud-Din Affendi Sayed Ali Atta Sayed Mohammed Ayub Sayed Ali Babaci Hussain Fazal Zahir Shah Al-Zadah Abouwi Ahmad Shah Mian Faruq Shah Mohammad Asif Shazada Mohammad Sultan Shazada Saadat Malook Shazada Shujadin Shuja Shazada Sardar Abdul Wahib | mannen     | 2e groep B | Groep B 6-6 DEN 1-4 GER |

Het team bestond uit 18 spelers waarvan de namen van 13 bekend zijn.
Afghanistan · Argentinië · Australië · België · Bermuda · Bolivia · Brazilië · Brits-Indië · Bulgarije · Canada · Chili · Colombia · Costa Rica · Denemarken · Duitsland · Egypte · Estland · Filipijnen · Finland · Frankrijk · Griekenland · Groot-Brittannië · Hongarije · IJsland · Italië · Japan · Joegoslavië · Letland · Liechtenstein · Luxemburg · Malta · Mexico · Monaco · Nederland · Nieuw-Zeeland · Noorwegen · Oostenrijk · Peru · Polen · Portugal · Republiek China · Roemenië · Tsjecho-Slowakije · Turkije · Uruguay · Verenigde Staten · Zuid-Afrika · Zweden · Zwitserland